# 10403 Марсельґрюн
10403 Марсельґрюн (10403 Marcelgrün) — астероїд головного поясу, відкритий 22 листопада 1997 року.
Тіссеранів параметр щодо Юпітера — 3,623.